# Jonathan Sweet (aktor)
Jonathan Sweet – australijski aktor telewizyjny i filmowy.
Jego pierwszą rolą był drobny epizod w serialu telewizyjnym Skippy. Na dużym ekranie zadebiutował, w 1982 roku, w dramacie sensacyjnym Squizzy Taylor. W 2008 roku wystąpił w roli głównej w dramacie telewizyjnym The Alien Years, grając u boku Christophera Waltza.
W 1990 roku zagrał rolę sierżanta Thomasa w przygodowym westernie Quigley na Antypodach - w roli głównej wystąpił Tom Selleck.
Po dłuższej przerwie pojawił się w filmie Fink! grając u boku m.in. Sama Worthingtona.
Często pojawiał się gościnnie w serialach telewizyjnych m.in.: Więźniarki, Mission: Impossible czy Anzacs.

## Filmografia
Filmy 
- 1982: Squizzy Taylor jako kumpel Snowy’ego
- 1985: Robbery jako Banks
- 1988: The Alien Years jako McVeigh
- 1990: Quigley na Antypodach, (Quigley Down Under) jako sierżant Thomas
- 1991: Heroes II: The Return jako Mackenzie
- 2005: Fink! jako pan Peabody

 Seriale 
- 1969: Skippy jako Brian
- 1969: Riptide jako Neal Winton
- 1984: Więźniarki jako Keith Scott
- 1985: Anzacs jako Bill Harris
- 1988: A Country Practice jako Travis Cooper
- 1989: Mission: Impossible jako Crosby